# Кировоградская область
Кировогра́дская о́бласть (укр. Кіровогра́дська о́бласть), разг. Кировоградщина (укр. Кіровоградщина) — область в центральной части Украины. Создана 10 января 1939 года в составе Украинской ССР указом Президиума Верховного Совета СССР с центром в городе Кировоград (с 2016 года переименован в Кропивницкий). Переименование области обсуждается в Верховной Раде Украины с 2019 года.
Расположена в междуречье Днепра и Южного Буга, в южной части Приднепровской возвышенности.
Административный центр и крупнейший город — Кропивницкий, другие крупные города — Александрия, Светловодск, Знаменка, Долинская, Новоукраинка, Гайворон, Новомиргород, Бобринец.
Практически вся территория области расположена на правом берегу Днепра. На севере граничит с Черкасской, на северо-востоке — с Полтавской, на юге и юго-востоке — с Днепропетровской, на юге — с Николаевской и Одесской областями, а на западе — с Винницкой областью. Примечательно, что в посёлке Добровеличковка располагался географический центр Украины. В дальнейшем Государственный комитет природных ресурсов Украины установил, что географическим центром страны является село Марьяновка.

## Физико-географическая характеристика
Площадь области составляет 24 588 км² (4,07 % общей территории Украины). Протяжённость области с севера на юг — почти 148 км, с запада на восток — 335 км. Самые крайние населённые пункты:
На севере — пос. Власовка Александрийского района;
На юге — с. Юрьевка Кропивницкого района;
На западе — с. Покровское Голованевского района;
На востоке — так называемая «тройка» сёл Дериевка, Куцеволовка и Ясиноватка Александрийского района.

### Рельеф
Основная часть области лежит на Приднепровской возвышенности, расчленённой речными долинами.

### Почвы
Почвы области довольно плодородны. Почвенный покров является типичным для переходной зоны от южной лесостепи к северной степи.
В северной части области преобладают чернозёмы: малогумусные, с содержанием гумуса 5,0 %, и среднегумусные, с содержанием гумуса несколько более 5,5 %. Кроме чернозёмов в области также имеются чернозёмы оподзоленные, тёмно-серые оподзоленные и серые оподзоленные почвы.
Для юго-восточных районов характерны чернозёмы обыкновенные средне- и малогумусные, а в южной части — чернозёмы обыкновенные малогумусные маломощные.
По механическому составу почвы северных районов — тяжелосуглинистые, южных — легкосуглинистые, а в Приднепровье — слабо- и среднесуглинистые.

### Гидрография
Реки области принадлежат бассейнам Днепра и Южного Буга. В Днепр впадают реки Тясмин, Ингулец и Цибульник, в Южный Буг — Ингул, Синюха и Синица. Естественных озёр на территории области нет, за исключением прудов, распространённых в сельской местности. Область имеет выход к Днепру (Кременчугское водохранилище).

### Климат
Климат области умеренно континентальный. Зима мягкая, с частыми оттепелями, которые приносят то влажные массы (циклоны с Балтики и Атлантики), вызывающие осадки, то сухие (антициклоны с Чёрного и Средиземного морей). Снежный покров устанавливается в начале декабря, неглубок и непостоянен. Весна относительно ранняя. Лето сухое, довольно жаркое и зачастую засушливое. Средняя температура июля +21…22 °C, января −2…5 °C. Осадки часты осенью в виде дождей. Их среднегодовое количество составляет 450—525 мм.

### Флора
Растительный мир области представляет типичную экосистему лесостепи, хотя большая её часть распахана.
Среди деревьев в области преобладают:
- Абрикос
- Айлант высочайший
- Вишня
- Вяз малый
- Гледичия трёхколючковая
- Груша обыкновенная
- Дуб черешчатый, или обыкновенный
- Ива белая
- Каштан конский
- Клён американский, или ясенелистный
- Клён остролистный
- Клён татарский
- Липа крупнолистная
- Липа обыкновенная
- Орех грецкий
- Робиния ложноакациевая, или белая акация
- Рябина обыкновенная
- Слива
- Сосна обыкновенная
- Тополь чёрный
- Шелковица
- Яблоня
- Ясень обыкновенный

Также можно встретить и менее распространённые деревья:
- Бархат амурский
- Бундук, или гимнокладус двудомный
- Граб обыкновенный
- Каркас южный
- Катальпа бигониевидная
- Осина обыкновенная
- Платан
- Птелея трехлистная
- Тополь белый

### Фауна
Животный мир области отражает типичную экосистему лесостепи, хотя значительная его часть пострадала от сельскохозяйственной деятельности (например, дрофа). Для территории области обычны такие животные, как суслик, заяц, лисица, волк, хорёк, ласка, кабан, ястреб.

## История
Древнейшая археологическая стоянка «Высь», находящаяся между селом Лекарево и районом Новомиргорода Шмидовка, на левом берегу реки Большая Высь, относится к позднему палеолиту (34—36 тыс. лет до н. э.).
На территории села Небелевка находится трипольское поселение Небелевка (Небелівка) площадью около 300 га, с остатками храмового комплекса площадью около 1200 м², с семью алтарями.
От городища в Чёрном лесу в верховьях реки Ингулец получила название чернолесская культура — культура переходного периода от бронзового к раннему железному веку (IX—VII вв. до н. э.).
В античные времена на территории области кочевали древние жители региона — скифы и сарматы.
Концом VII или началом VIII века датируется клад Глодосы, обнаруженный на правом берегу реки Сухой Ташлык.
В Средневековье территория области стала частью Дикого поля, по которому кочевали гунны, угры, булгары, хазары, печенеги, славянское племя уличей, татаро-монголы и другие.
С XIV века эти земли входили в состав Великого Княжества Литовского.
В XVI—XVII веках территория области, из-за постоянных войн не имеющая постоянных поселений, с образованием Войска Запорожского становится буфером между Речью Посполитой, с одной стороны, и турецко-татарскими территориями — с другой.
В середине XVII века значительная часть территории области контролировалась запорожскими казаками, владения Сечи делились на паланки, самой большой из которых была Бугогардовская, в ней находились казацкие стоянки (Гарды), хутора и большие села, часто с населением более тысячи человек.
Из-за постоянных нападений с юга, до средины 18 века количество населения здесь не превышало 20 тысяч человек и ограничивалось лишь стоянками запорожских казаков.

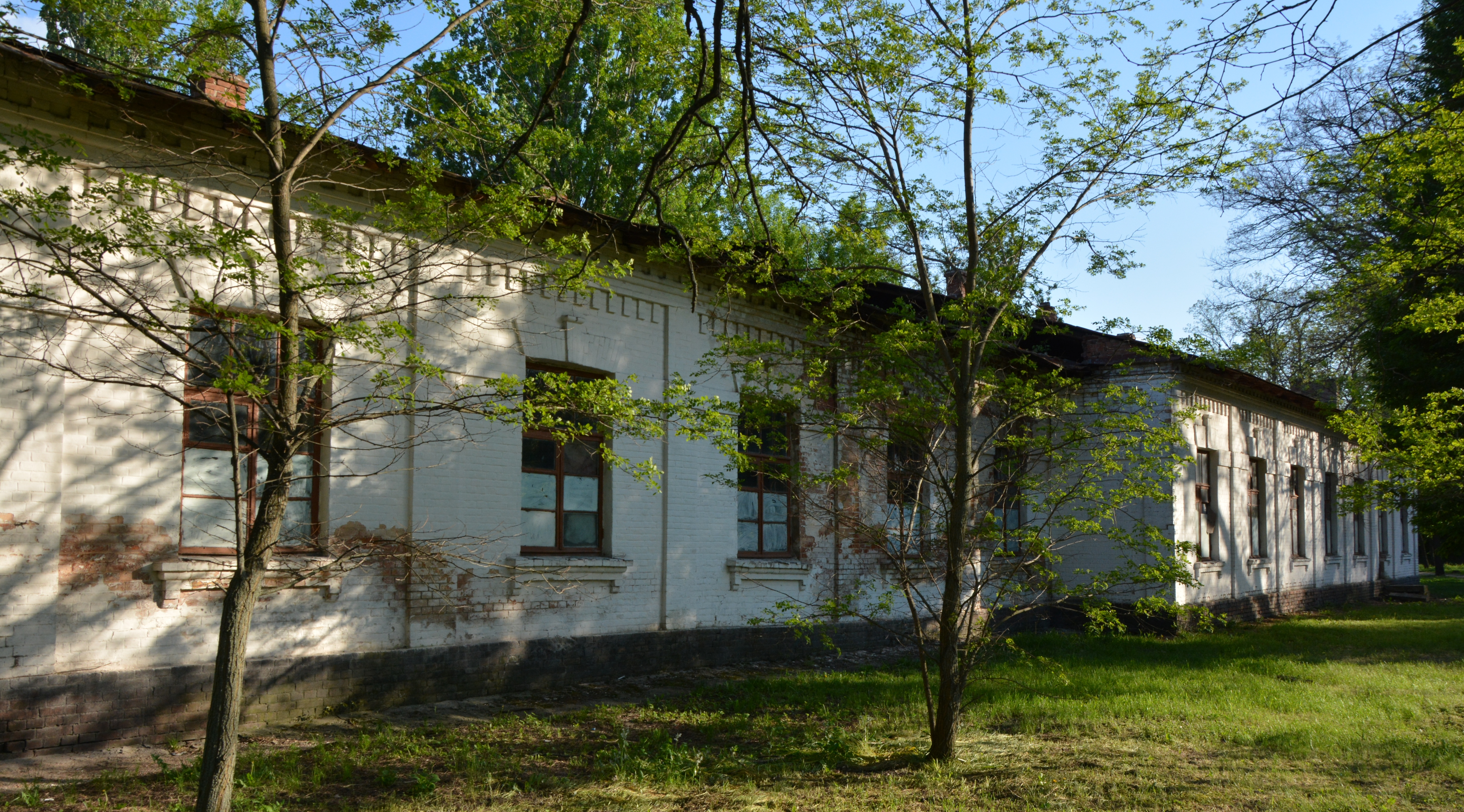
Одно из зданий Елисаветинской крепости

Постепенно, по мере усиления контроля Российской империи над этой территорией и постройкой Крепости Святой Елисаветы для защиты от татар и турок будущая область становится частью региона Новороссия, после чего начинается стабильное заселение и развитие этого региона, сюда устремляются русские (в города), украинские (в сельскую местность), польские (в качестве помещичьей элиты), а также сербские, молдавские, болгарские, немецкие поселенцы и иммигранты (преимуществонно занимавшиеся ратным делом). Именно из этой крепости, являвшейся тогда главным штабом Русской императорской армии на территории современной Украины, в 1775 выйшли войска уничтожившие Сечь по приказу Екатерины Великой, и именно в ней сидели в заключении последние запорожские атаманы перед отправкой в Сибирь. В 1784 крепость потеряв военное значение получила права города.
Во второй половине XIX — начале XX века Елисаветград был одним из наиболее культурно развитых уездных городов юга современной Украины.
В 1882 году в Елисаветграде был создан первый постоянный профессиональный украинский театр (основатели — Иван Карпович Карпенко-Карый и Марко Лукич Кропивницкий).
В 1897 году в городе было открыто трамвайное движение, которое осуществлялось до Второй мировой войны.
Большое развитие город получил в связи с открытием завода Эльворти.
С начала XIX века и до Революции регион входил в состав Херсонской губернии Российской империи.
Во время гражданской войны 1917—1921 годов здесь неоднократно менялась власть : УНР, большевики, германские интервенты, повстанцы Григорьева, белые. С 1922 после разгрома партизан Холодноярской республики, единственных кто ещё представлял серьёзную угрозу советскому режиму, здесь в третий раз была установлена советская власть. По окончании гражданской войны и до 1991 года область входила в состав УССР. Во времена Голодомора 1932—1933 область потеряла минимум 40 тысяч человек, территория которой входила в ряд других областей, пока в 1939 году не появляется на карте как самостоятельное образование.
10 января 1939 года — создана Кировоградская область указом Президиума Верховного Совета СССР «Об образовании Сумской, Кировоградской и Запорожской областей в составе Украинской ССР» с центром в городе Кирово, с переименованием города Кирово в Кировоград (с 14 июля 2016 года — город Кропивницкий). В состав Кировоградской области были включены: город Кировоград, Аджамский, Александрийский, Бобринецкий, Витязевский, Долинский, Елизаветградковский, Знаменский, Кировоградский сельский, Компанеевский, Новгородковский, Ново-Пражский, Петровский и Устиновский районы Николаевской области; Больше-Висковский, Добровеличковский, Мало-Висковский, Ново-Архангельский, Ново-Миргородский, Ново-Украинский, Песчано-Бродский, Ровнянский, Тишковский и Хмелевский районы Одесской области; Александровский, Златопольский, Каменский, Подвысоцкий и Чигиринский районы Киевской области; Ново-Георгиевский и Онуфриевский районы Полтавской области;

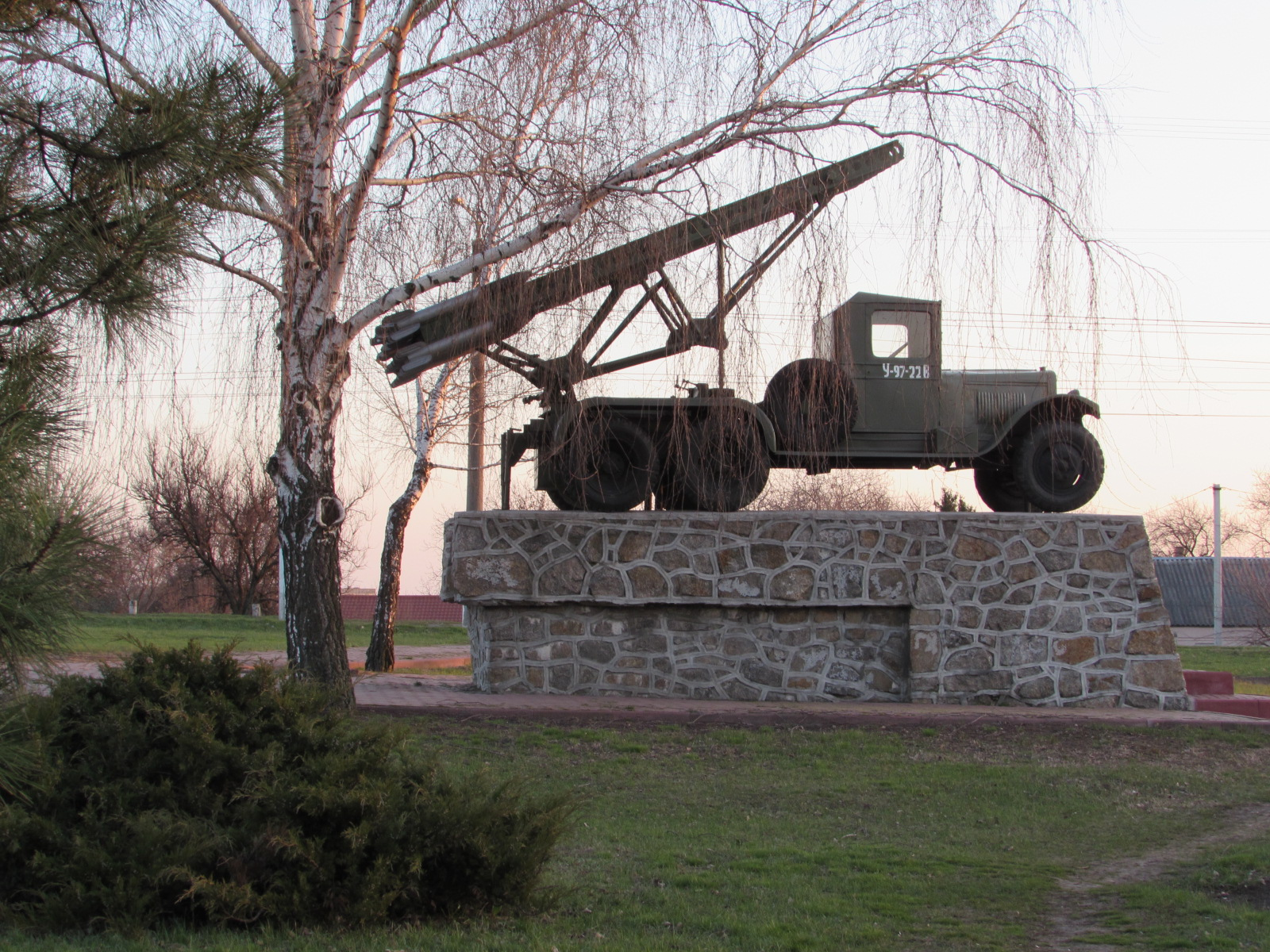
Памятник «Катюше» в Кропивницком

В 1941 году территория области была захвачена немецкими войсками группы армий «Юг», а в начале 1944 года освобождена Красной армией в ходе Знаменской, Кировоградской и Уманско-Ботошанской наступательных операций. В годы войны регион потерял 244 тысячи человек. Почти 400 освободителей области удостоены звания Героя Советского Союза многие из которых были похоронены на Пантеоне Вечной Славы внутри Крепости Святой Елисаветы, самыми знаменитыми из ста двадцати двух Героев Советского Союза-уроженцев области переживших войну являются Григорий Куропятников и Пётр Кошевой. Также состоянием на 1945 год по агентурным и следственным материалам здесь на учёте состояли 1063 члена ОУН и лица заподозренные в принадлежности к националистическому подполью, из них арестованы НКГБ и Смерш — 228, арестованы и убиты нацистами — 77, в розыске находились — 87.
17 января 1945 года из Александрийского района был выделен Червонокаменский район
7 января 1954 года северные районы области (Златопольский и Каменский) перешли в новообразованную Черкасскую область;
12 февраля 1954 года Чигиринский район передан в состав Черкасской области.
15 февраля 1954 года в связи с присоединением к Одесской области территории Измаильской области, к Кировоградской области были присоединены северные районы Одесской (Гайворонский, Голованевский, Ольшанский и Ульяновский);
7 июня 1957 — упразднён Тишковский район;
25 сентября 1958 — упразднён Великовысковский район;
В 1958 году Кировоградская область была награждена орденом Ленина.
21 января 1959 — упразднён Червонокаменский район;
16 июля 1959 — упразднены Аджамский и Подвысоцкий районы;
12 сентября 1959 — упразднены Витязевский, Елизаветградковский и Песчанобродский районы;
12 ноября 1959 — в состав Новомиргородского района вошла часть упраздённого Златопольского района Черкасской области, вместе с городом Златополь, который вскоре стал частью Новомиргорода;
В 1962 был упразднён Новогеоргиевский район, создан Кремгэсовский район;
30 декабря 1962 — упразднены Ольшанский, Гайворонский, Голованевский, Знаменский, Компанеевский, Новгородковский, Новомиргородский, Новопражский, Онуфриевский, Ровнянский, Устиновский и Хмелёвский районы;
4 января 1965 были воссозданы Гайворонский, Голованевский, Знаменский, Компанеевский, Новгородковский, Новомиргородский районы;
5 февраля 1965 в состав Гайворонского района переданы Окинский и Червоненский сельские советы из Бершадского района Винницкой области
В 1967 воссозданы Ольшанский, Онуфриевский и Устиновский районы;
В 1969 Кремгэсовский район был переименован в Светловодский.
С 1992 года, после распада Советского Союза, — в составе независимой Украины.
В 2001 году здесь были уничтожены последние украинские ядерные ракеты, на месте хранения которых создан Музей ракетных войск стратегического назначения.
70,08 % имевших право голоса жителей Кировоградской области взяли участие в переголосовании во втором туре президентских выборов 2004 года, из них 63,41 % поддержали проевропейского кандидата Виктора Ющенко, 31,76 % — пророссийского кандидата Виктора Януковича.
Во времена Евромайдана здесь были активны пророссийские силы, но в итоге большинство граждан приняли результат Революции достоинства и курс Украины на евроинтеграцию.
В 2016, через два года после начала российской агрессии на востоке Украины и последовавшей за ней политики декоммунизации, областной центр решением Верховной Рады Украины был переименован в честь украинского театрального деятеля Марка Кропивницкого.
В 2020 году по всей стране прошло укрупнение районов в результате которого на Кировоградщине их осталось всего 4: Александрийский, Кропивницкий, Новоукраинский и Голованевский районы.

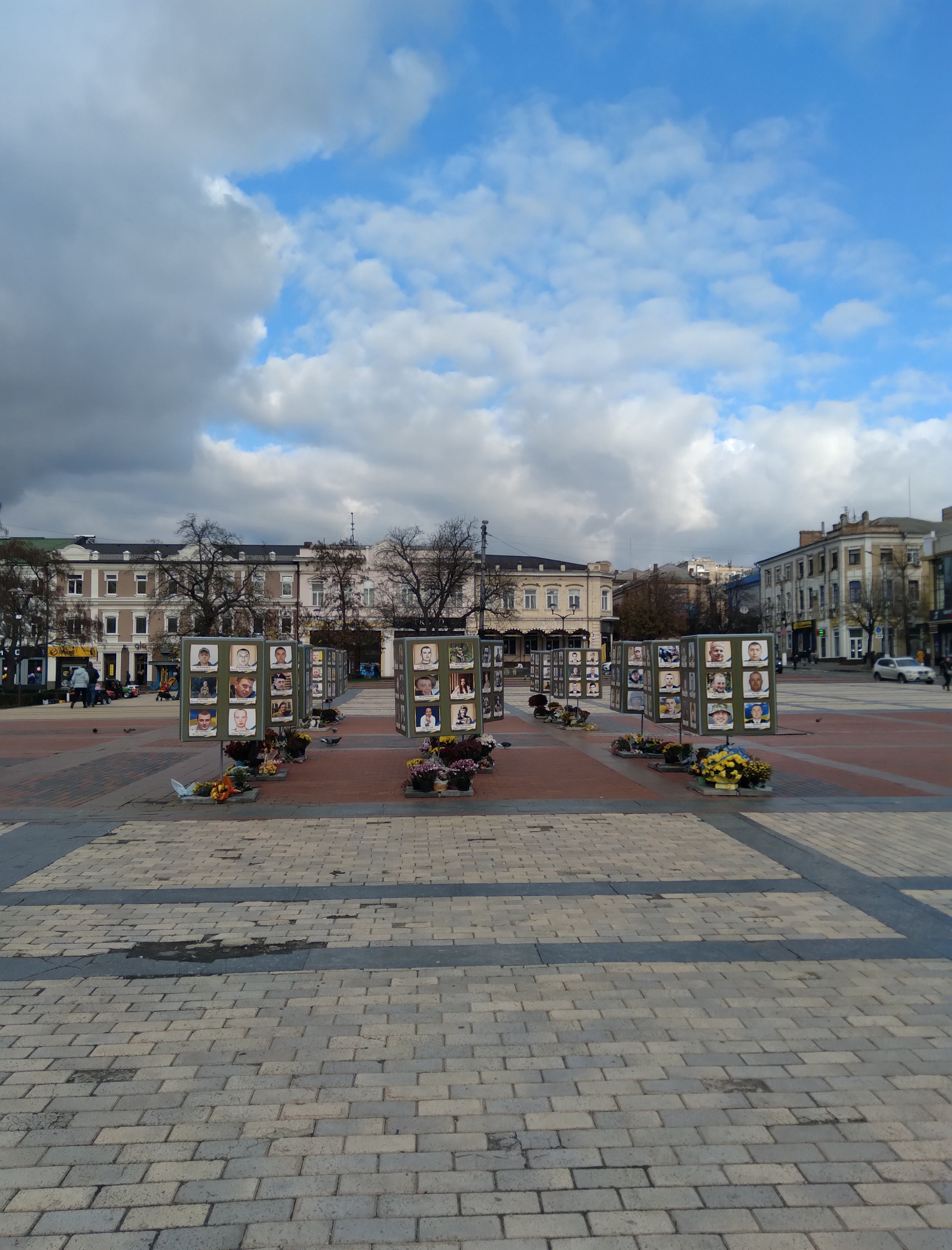
Фотографии погибших в Кропивницком, 2023

После полномасштабного вторжения область потеряла десятки тысяч воинов отдавших жизни при обороне прифронтовых городов от российских захватчиков и убитых в плену.
В конце 2022 года в Брюсселе состоялась встреча председателя Кировоградского областного совета Сергея Шульги с генеральным секретарем Ассамблеи регионов Европы Кристианом Шпаром, по итогам которой была принята заявка области на членство.

## Население
Численность наличного населения области на 1 января 2022 года составляет 1,129,000≈ человек, в том числе городского населения 850356 человека, или 68,0 %, сельского — 400165 человек, или 34,8 %.
Население области по переписи по состоянию на 5 декабря 2001 года — 1 125 700 чел. (2,3 % населения Украины). Средняя плотность — 45,3 чел./км² при 75 чел./км² по Украине в целом.
Численность населения этой территории, до середины XVIII века практически безлюдной, быстро возрастала на протяжении 1750—1900 годов благодаря колонизационным инициативам российских властей, а затем, после потрясений, принесённых революцией, раскулачиванием и Великой Отечественной войной, пережила резкий спад. С установлением советской власти и стимулированием развития сельского хозяйства и промышленности область переживает взрыв рождаемости. К 1990 число жителей достигло почти 1,2 млн человек, в том числе в Кропивницком свыше 300 тыс. человек. Быстрый рост населения происходил и в райцентрах области. Правда, уже в 1970-х годах в связи со стагнацией сельского хозяйства начинается отток молодёжи из сельской местности, в сёлах наблюдается спад рождаемости и старение населения.
Распад СССР и экономические потрясения негативно сказались на демографии области. Её население продолжает сокращаться вследствие естественной убыли и миграционного оттока (в Киев, Москву и другие города).
Численность населения области по данным Государственной службы статистики на 1 июля 2013 года составила 991 609 человек, в том числе городского населения — 619 026 человек (62,42 %), сельского — 372 583 человека (37,58 %). Постоянного населения несколько меньше — 985 194 человека, в том числе городского — 612 947 человек (62,21 %), сельского — 372 247 человек (37,79 %).
По состоянию на 2015 год 41,4 % домохозяйств области (около 50 % населения) не имели водопровода.
По данным Кировоградской областной военной администрации, на середину апреля 2022 года, в ходе российско-украинской войны, Кировоградская область приняла 99 168 беженцев с территорий, где продолжаются военные действия, из них 29 274 ребёнка. Справки ВПЛ получили 34 244 гражданина.

### Национальный состав
В области проживают представители почти девяноста национальностей. По переписи 1989 года украинцы составляли 85,3 %, русские — 11,7 %, представители прочих национальностей — 3 % населения. Значительная часть русских проживала в промышленных городах на востоке области и в Кропивницком.
По переписи 2001 года:
- украинцы — 1 014 616 (90,1 %)
- русские — 85 029 (7,5 %)
- молдаване — 8274 (0,7 %)
- белорусы — 5150 (0,4 %)
- армяне — 2994
- болгары — 2305
- евреи — 1066
- цыгане — 926
- азербайджанцы — 793
- татары — 639
- поляки — 556
- немцы — 545

### Языковой состав

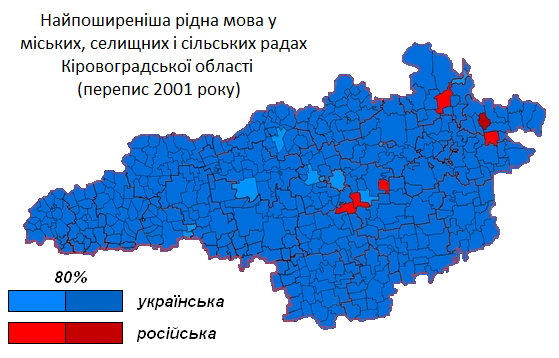
По данным переписи 2001 года, украинский язык был родным для почти 89 % населения Кировоградской области: он был господствующим во всех городских и посёлковых советах, а также в абсолютном большинстве сельских советов области. Русский язык был самым распространённым в шести сельских советах, в то же время в пяти из них более 20 % населения указали украинский язык родным. Все преимущественно русскоязычные сельские советы были окружены преимущественно украиноязычными местными советами.

Вследствие проводимой во времена СССР русификации Украины доля украиноязычных в населении Кировоградской области между переписями 1970 и 1989 гг. постепенно уменьшалась, в то время как доля русскоязычных — возрастала. Родной язык населения Кировоградской области по результатам переписей населения, %
|            | 1959 | 1970 | 1989 | 2001 |
| ---------- | ---- | ---- | ---- | ---- |
| Украинский | 86,9 | 87,4 | 83,3 | 88,9 |
| Русский    | 10,7 | 11,4 | 15,1 | 10,0 |
| Другие     | 2,4  | 1,2  | 1,6  | 1,1  |

Родной язык населения Кировоградской области по данным переписи 2001 года:
|                         | Украинский | Русский |
| ----------------------- | ---------- | ------- |
| Кировоградская область  | 88,9       | 10,0    |
| Кропивницкий (горсовет) | 79,7       | 19,6    |
| Александрия (горсовет)  | 87,0       | 12,5    |
| Знаменка (горсовет)     | 79,1       | 19,9    |
| Светловодск (горсовет)  | 79,5       | 20,0    |
| Благовещенский район    | 97,1       | 1,7     |
| Бобринецкий район       | 96,2       | 2,3     |
| Ольшанский район        | 92,7       | 2,5     |
| Гайворонский район      | 96,5       | 2,9     |
| Голованевский район     | 95,6       | 3,7     |
| Добровеличковский район | 95,3       | 3,2     |
| Долинский район         | 94,4       | 4,6     |
| Знаменский район        | 93,3       | 5,1     |
| Компанеевский район     | 95,5       | 2,5     |
| Кропивницкий район      | 87,9       | 10,4    |
| Маловисковский район    | 89,3       | 9,6     |
| Новгородковский район   | 97,1       | 2,1     |
| Новоархангельский район | 97,0       | 1,9     |
| Новомиргородский район  | 95,2       | 2,5     |
| Новоукраинский район    | 95,3       | 2,7     |
| Александрийский район   | 95,0       | 3,8     |
| Александровский район   | 96,8       | 2,3     |
| Онуфриевский район      | 86,3       | 12,9    |
| Петровский район        | 93,6       | 5,3     |
| Светловодский район     | 85,9       | 12,9    |
| Устиновский район       | 95,6       | 2,3     |

Украинский язык является единственным официальным языком на всей территории области.
По данным опроса, проведённого Социологической группой «Рейтинг» с 16 ноября по 10 декабря 2018 года в рамках проекта «Портрети Регіонів», 70 % жителей Кировоградской области считали, что украинский язык должен быть единственным государственным языком на всей территории Украины. 13 % считали, что украинский язык должен быть единственным государственным языком, а русский — вторым официальным в некоторых регионах страны. 11 % считали, что русский должен стать вторым государственным языком страны. 6 % затруднились с ответом.
23 декабря 2021 года решением Кировоградского областного совета в Кировоградской области утверждена «Программа развития и функционирования украинского языка в Кировоградской области на 2022—2027 годы», главной целью которой является усиление позиций украинского языка в различных сферах общественной жизни региона.
По данным опроса «Мова (не) на часі?», который проходил в Кировоградской области с 12 по 22 октября 2023 года, 96,7 % опрошенных заявили, что считают украинский язык родным, 2,6 % — что считают таковым русский. На украинском в быту разговаривали 66,4 %, на суржике — 29,4 %, на русском — 3,4 %.
По данным исследования Центра контент-анализа, проведённого в период с 15 августа по 15 сентября 2024 года, темой которого стало соотношение украинского и русского языков в украинском сегменте социальных сетей, в Кировоградской области на украинском языке писалось 80,4 % сообщений (в 2023 году — 77,0 %, в 2022 году — 70,2 %, в 2020 году — 21,1 %), на русском — 19,6 % (в 2023 году — 23,0 %, в 2022 году — 29,8 %, в 2020 году — 78,9 %).
После провозглашения Украиной независимости в области, как и в стране в целом, происходит постепенная украинизация русифицированной в советское время системы образования. Динамика соотношения языков преподавания в учреждениях общего среднего образования в Кировоградской области:
| Язык преподавания | Учебный год | Учебный год | Учебный год | Учебный год | Учебный год | Учебный год | Учебный год | Учебный год | Учебный год | Учебный год | Учебный год | Учебный год | Учебный год | Учебный год |
| Язык преподавания | 1991/92     | 1992/93     | 1993/94     | 1994/95     | 1995/96     | 2000/01     | 2005/06     | 2007/08     | 2010/11     | 2012/13     | 2015/16     | 2018/19     | 2021/22     | 2022/23     |
| ----------------- | ----------- | ----------- | ----------- | ----------- | ----------- | ----------- | ----------- | ----------- | ----------- | ----------- | ----------- | ----------- | ----------- | ----------- |
| Украинский        | 62,2 %      | 65,3 %      | 69,0 %      | 72,0 %      | 75,0 %      | 89,0 %      | 96,0 %      | 97,0 %      | 98,0 %      | 98,0 %      | 98,0 %      | 99,0 %      | 99,24 %     | 100,0 %     |
| Русский           | 37,8 %      | 34,7 %      | 31,0 %      | 28,0 %      | 25,0 %      | 11,0 %      | 4,0 %       | 3,0 %       | 2,0 %       | 2,0 %       | 2,0 %       | 1,0 %       | 0,76 %      | —           |

В период с 2012/13 по 2016/17 учебный год в Кировоградской области доля учеников, изучающих русский язык либо в русскоязычных классах, либо как отдельный предмет в классах с украинским языком преподавания, сократилась с 38,25 % до 21,92 %.
По данным Государственной службы статистики Украины в 2023/24 учебном году все 93 403 учащихся в учреждениях общего среднего образования в Кировоградской области обучались в украиноязычных классах.
По данным Государственной службы статистики Украины в 2024/25 учебном году все 90 194 учащихся в учреждениях общего среднего образования в Кировоградской области обучались в украиноязычных классах.

## Административно-территориальное устройство
Административный центр — город Кропивницкий, переименованный из Кировограда 14 июля 2016 года в ходе декоммунизации. Сама область пока сохраняет прежнее название, так как для её переименования недостаточно обычного закона — оно требует внесения изменений в Конституцию Украины. 20 ноября 2018 года депутаты рады проголосовали за переименование области в Кропивницкую.
Местное самоуправление в области осуществляет Кировоградский областной совет, исполнительную власть — областная государственная администрация. Главой области является председатель облгосадминистрации, назначаемый Президентом Украины.

### Районы
17 июля 2020 года принято новое деление области на 4 района:
| № | Район                 | Население (тыс. чел.) | Площадь (тыс. км²) | Административный центр |
| - | --------------------- | --------------------- | ------------------ | ---------------------- |
| 1 | Александрийский район | ▼219 482              | 5417,9             | г. Александрия         |
| 2 | Голованевский район   | ▼118 803              | 4244,0             | пос. Голованевск       |
| 3 | Кропивницкий район    | ▼429 585              | 9723,2             | г. Кропивницкий        |
| 4 | Новоукраинский район  | ▼135 845              | 5202,9             | г. Новоукраинка        |

Районы в свою очередь делятся на городские, поселковые и сельские объединённые территориальные общины (укр. об'єднана територіальна громада).

### Города
| - Кропивницкий - Александрия - Благовещенское - Бобринец - Гайворон - Долинская | - Знаменка - Малая Виска - Новомиргород - Новоукраинка - Помошная - Светловодск |

### Общая карта
Легенда карты:
|  | Областной центр, более 200 000 чел. |
|  | от 50 000 до 100 000 чел.           |
|  | от 20 000 до 50 000 чел.            |
|  | от 10 000 до 20 000 чел.            |
|  | от 5000 до 10 000 чел.              |
|  | от 2000 до 5000 чел.                |

### История деления области

Районы Кировоградской области до 17 июля 2020 года

8 декабря 1966 года были образованы Ольшанский, Онуфриевский и Устиновский районы.
Число административных единиц, местных советов и населённых пунктов области до 17 июля 2020 года:
- районов — 21;
- районов в городах — 2;
- населённых пунктов — 1030, в том числе:
  - сельских — 991;
  - городских — 39, в том числе:
    - посёлков городского типа — 27;
    - городов — 12, в том числе:
      - городов областного значения — 4;
      - городов районного значения — 8;
- сельских советов — 376.

До 17 июля 2020 года в Кировоградской области был 21 район:
| - Александрийский район - Александровский район - Благовещенский район - Бобринецкий район - Гайворонский район - Голованевский район - Добровеличковский район | - Долинский район - Знаменский район - Компанеевский район - Кропивницкий район - Маловисковский район - Новгородковский район - Новоархангельский район | - Новомиргородский район - Новоукраинский район - Ольшанский район - Онуфриевский район - Петровский район - Светловодский район - Устиновский район |

Статусы городов до 17 июля 2020 года:
| Города областного значения: - Кропивницкий - Знаменка - Александрия - Светловодск | Города районного значения: - Благовещенское - Бобринец - Гайворон - Долинская - Малая Виска - Новомиргород - Новоукраинка - Помошная |

### Руководители Кировоградской области
Главы облисполкома
- Ищенко Виталий Павлович (1939—1941, 1944—1949)
- Комяхов Василий Григорьевич (1949—1953)
- Турбай Григорий Автономович (1953—1963, 1963—1964[45])
- Кравченко Леонид Гаврилович (1963—1964)[46]
- Кириченко Николай Карпович (1964—1965)
- Кошевский Пётр Сидорович (1965—1975)
- Максименко Дмитрий Павлович (1975—1980)
- Желиба Владимир Иванович (1980—1990)
- Сухомлин Николай Алексеевич (1990—1991)
- Желиба Владимир Иванович (1991—1992)
- Сухомлин Николай Алексеевич (1992—1995)

Главы Обладминистации
- Сухомлин Николай Алексеевич (7 июля 1995 — 17 сентября 1996)
- Громовой Михаил Филиппович (22 сентября 1996 — 2 октября 1998)
- Башкиров Михаил Владимирович (2 октября 1998 — 2 февраля 1999)
- Кальченко Валерий Михайлович (8 февраля 1999 — 3 ноября 1999)
- Моцный Василий Кузьмич (3 ноября 1999 — 15 июля 2003)
- Черновол Михаил Иванович (15 июля 2003 — 5 марта 2004)
- Компанеец Василий Александрович (5 марта 2004 — 27 января 2005)
- Зейналов Эдуард Джангирович (27 января 2005 — 3 мая 2006)
- Ревенко Анатолий Дмитриевич (и. о. 4 мая 2006 — 3 августа 2006)
- Черныш Вадим Олегович (3 августа 2006 — 1 ноября 2007)
- Ревенко Анатолий Дмитриевич (и. о. 1 ноября 2007 — 12 декабря 2007)
- Моцный Василий Кузьмич (12 декабря 2007 — 17 сентября 2009)
- Мовчан Владимир Петрович (17 сентября 2009 — 6 апреля 2010)[47]
- Ларин Сергей Николаевич (2010—2013)
- Николаенко Андрей Иванович (январь 2013 — март 2014)
- Петик Александр Владиславович (2 марта 2014 — 16 сентября 2014)
- Кузьменко Сергей Анатольевич (16 сентября 2014 — настоящее время)

### Главы обкомов и областных советов
| Первые секретари областного комитета КП(б)У: | Первые секретари областного комитета КП(б)У: |
| -------------------------------------------- | -------------------------------------------- |
| 1939—1940                                    | Мирошкин, Александр Акимович                 |
| 1940—1941                                    | Горенков, Фёдор Степанович                   |
| 1944—1949                                    | Петров, Григорий Гаврилович                  |
| 1949—1950                                    | Стоянцев, Алексей Андреевич                  |
| 1950—1952                                    | Позаненко, Василий Васильевич                |
| 1952—1954                                    | Найдек Леонтий Иванович                      |
| Первые секретари областного комитета КПУ:    |                                              |
| 1954—1955                                    | Найдек Леонтий Иванович                      |
| 1955—1963                                    | Мартынов, Фёдор Игнатьевич                   |
| 1963—1964                                    | Кириченко Николай Карпович                   |
| 1964—1965                                    | Дорошенко, Пётр Емельянович                  |
| 1965—1967                                    | Кириченко Николай Карпович                   |
| 1967—1982                                    | Кобыльчак, Михаил Митрофанович               |
| 1982—1990                                    | Самилык, Николай Игнатьевич                  |
| 1990—1991                                    | Мармазов, Евгений Васильевич                 |
| Главы Областной Рады народных депутатов:     |                                              |
| 1990—1992                                    | Желиба, Владимир Иванович                    |
| февраль—март 1992                            | Сухомлин, Николай Алексеевич                 |
| 1992—1994                                    | Долиняк, Владимир Андреевич                  |
| 26.06.1994—10.12.1999                        | Сухомлин, Николай Алексеевич                 |
| 10.12.1999—28.04.2006                        | Сибирцев, Василий Иванович                   |
| c 28.04.2006                                 | Сухомлин, Николай Алексеевич                 |

## Экономика
Развито машиностроение, сельское хозяйство, электроэнергетика, угольная промышленность (Днепровский буроугольный бассейн) и др.

### Экономические показатели
| N | показатель              | единицы          | значение, 2014 г. | значение, 2019 г. |
| - | ----------------------- | ---------------- | ----------------- | ----------------- |
| 1 | Экспорт товаров         | млн долларов США | 820,7             | 608,6             |
| 2 | Уд.вес в общеукраинском | %                | 1,5               | 1,3               |
| 3 | Импорт товаров          | млн долларов США | 201,7             | 226,8             |
| 4 | Уд.вес в общеукраинском | %                | 0,4               | 0,4               |
| 5 | Сальдо экспорт-импорт   | млн долларов США | 619,0             | 381,8             |
| 6 | Капитальные инвестиции  | млн гривен       | 2990,0            |                   |
| 7 | Средняя зарплата        | грн              | 2789              | 8361              |
| 8 | Средняя зарплата        | долларов США     | 234,6             | 352,78            |

По материалам Комитета статистики Украины (укр.) и Главного управления статистики в Кировоградской области (укр.)

### Полезные ископаемые
Минеральный потенциал области исчисляется более чем 340 месторождениями, из которых 107 уже используются. Это и бурый уголь, и металлические руды (железные, никелевые (Побугское)), и сырьё для атомной энергетики (уран), и графит (Завалье, Петрово), а также нерудные полезные ископаемые (каолин).
В области разрабатываются гранитные, каменные, глиняные (Обозновский) и песчаные карьеры.

### Природно-рекреационный потенциал
- Заповедник «Хутор Надежда»;
- Заповедник «Карпенков край»;
- Онуфриевский дендропарк;
- Заказник Чёрный лес;
- Дендропарк «Веселые Боковеньки».

Местами отдыха являются лесные насаждения с 400-летними дубами и целебными источниками. Общая площадь лесного фонда области составляет 179,1 тыс. га. На территории области расположен один из крупнейших на Украине лесных массивов лесостепной зоны — Чёрный лес.

## Достопримечательности

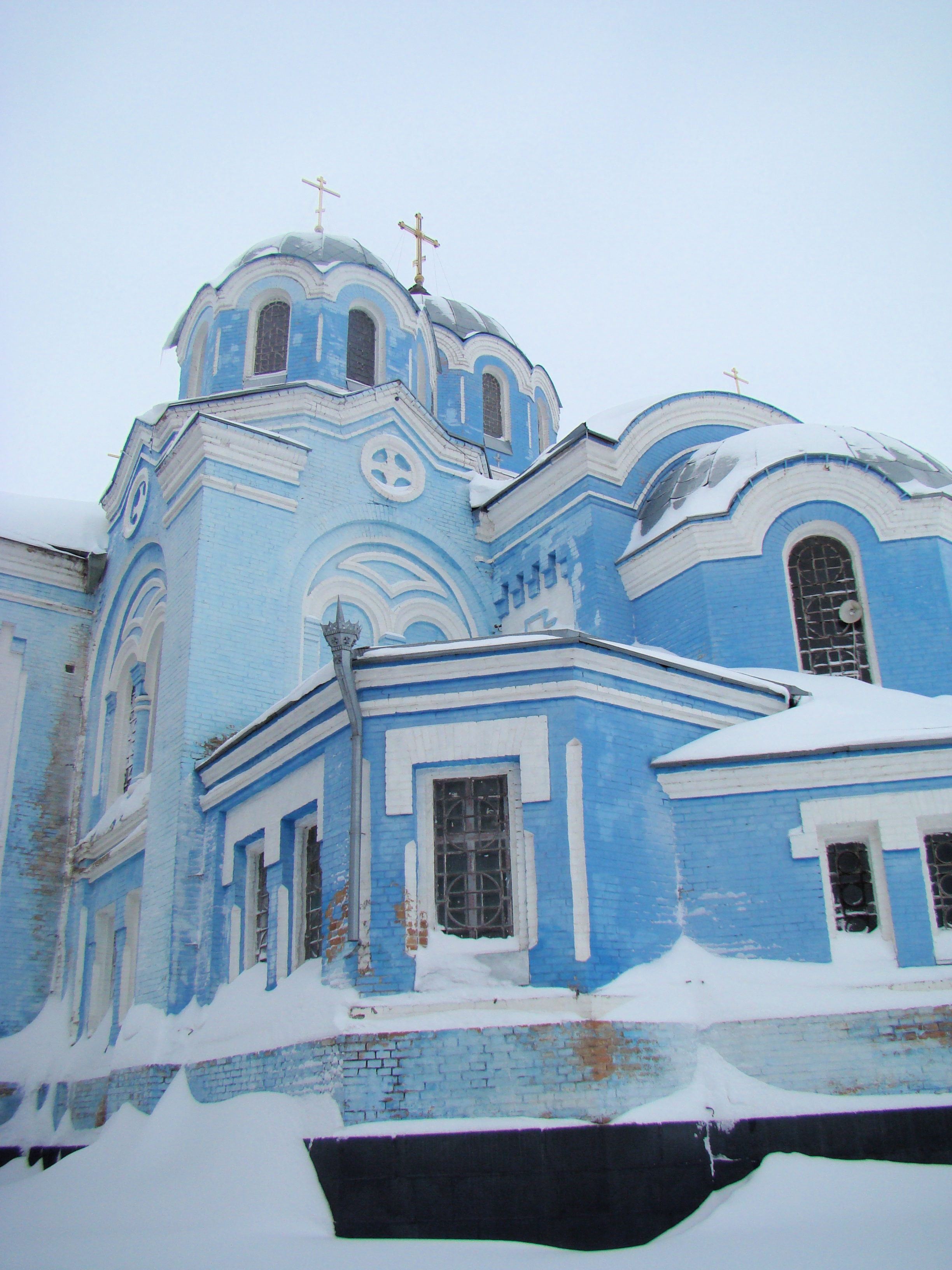
Вознесенский собор в Бобринце

В городе Помошная (недалеко от Кропивницкого) расположен уникальный памятник архитектуры — одна из первых в мире гиперболоидных конструкций, стальная ажурная сетчатая водонапорная башня. Гиперболоидная башня в Помошной построена по проекту великого инженера и учёного Владимира Григорьевича Шухова. Всего в мире таких башен, построенных В. Г. Шуховым, осталось одиннадцать (из более чем двухсот). Самая известная из них — Шуховская башня на Шаболовке в Москве. Впоследствии Гиперболоидные конструкции строили многие знаменитые архитекторы: Гауди, Ле Корбюзье, Оскар Нимейер.
В городе Бобринце действует историко-краеведческий музей. К архитектурным памятникам принадлежат сооружённый в 1912 году Вознесенский собор (архитектор — Я. В. Паученко) и Свято-Николаевская церковь. В городском парке установлен памятник корифею украинского театра Марку Кропивницкому, который вместе с Иваном Карпенко-Карым (Тобилевичем) в 1860-х годах организовали в Бобринце самодеятельный драматический кружок. По городу установлены современные велостоянки, что притягивает велотуристов со всей Украины.

## Галерея

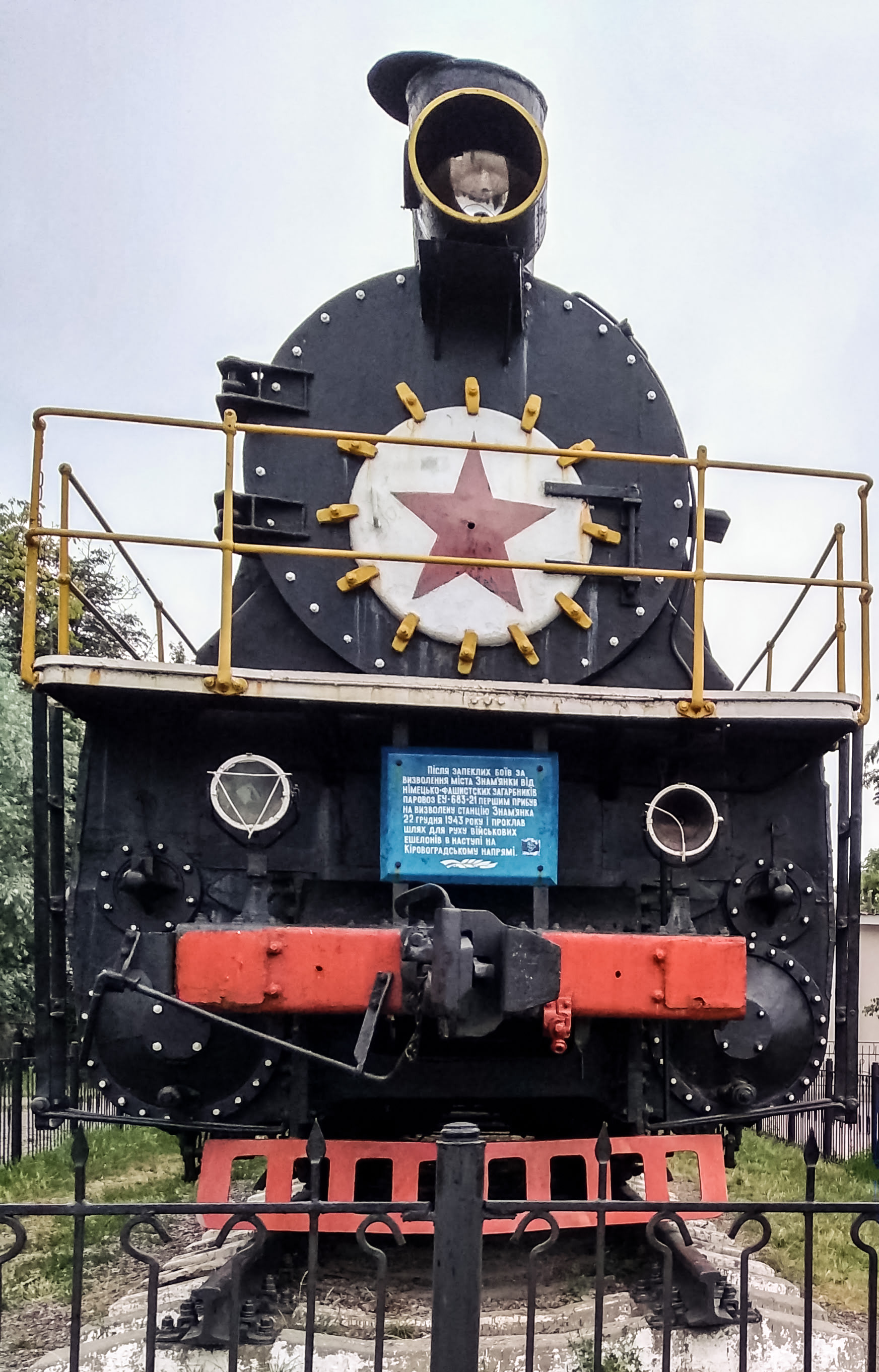
Памятник паровозу в Знаменке
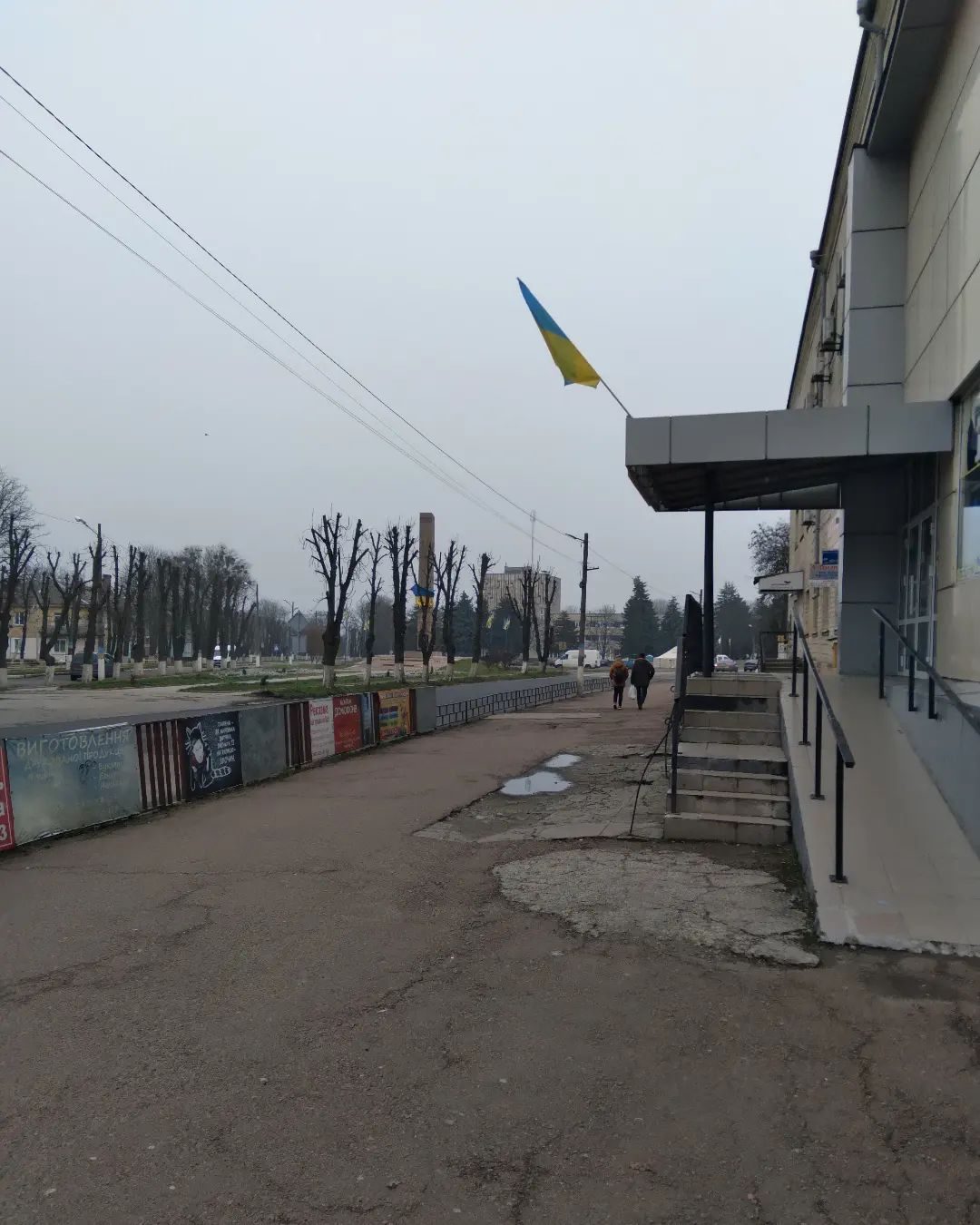
Центр Знаменки
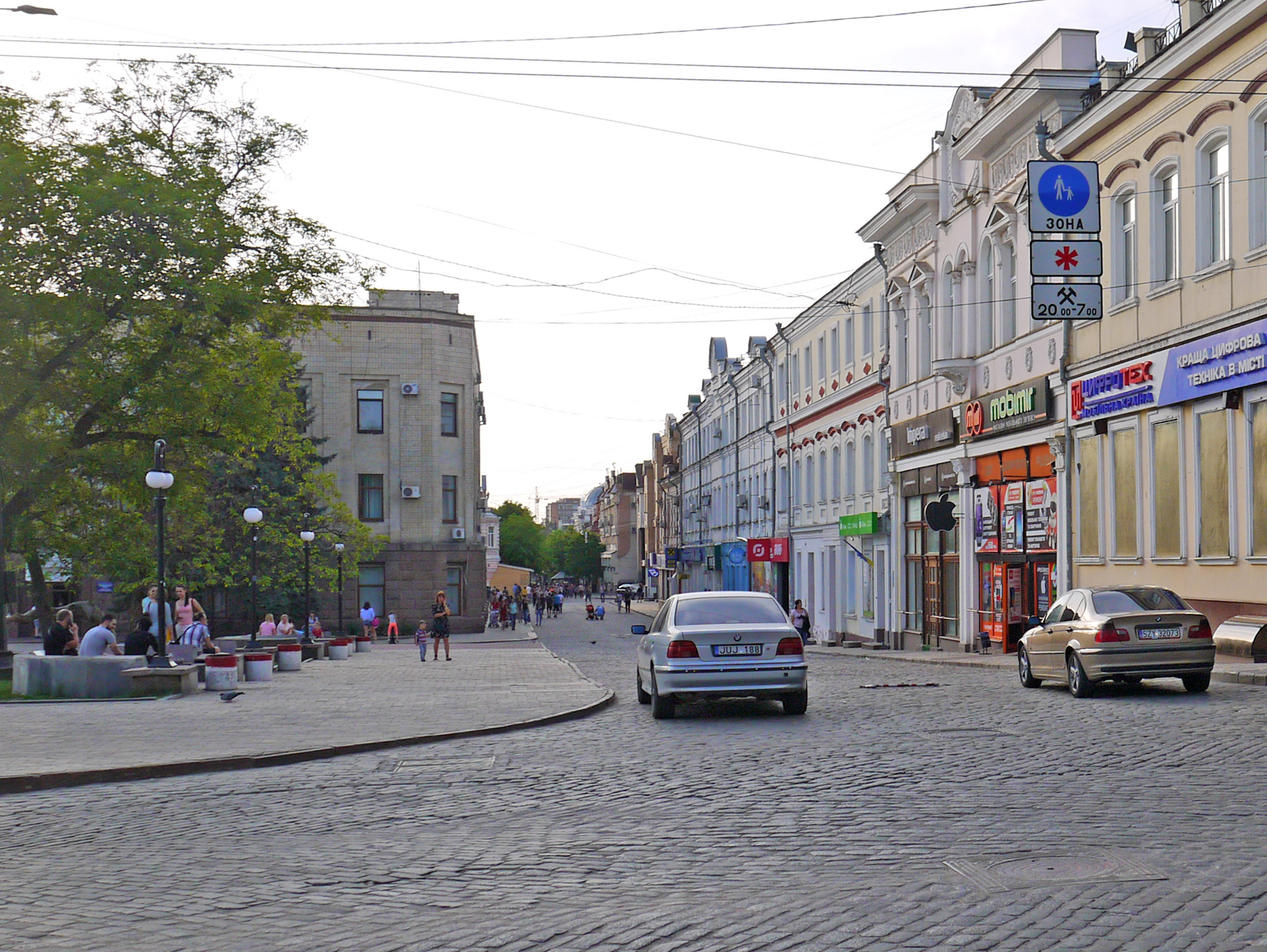
Улица Театральная в Кропивницком, самая старая улица города
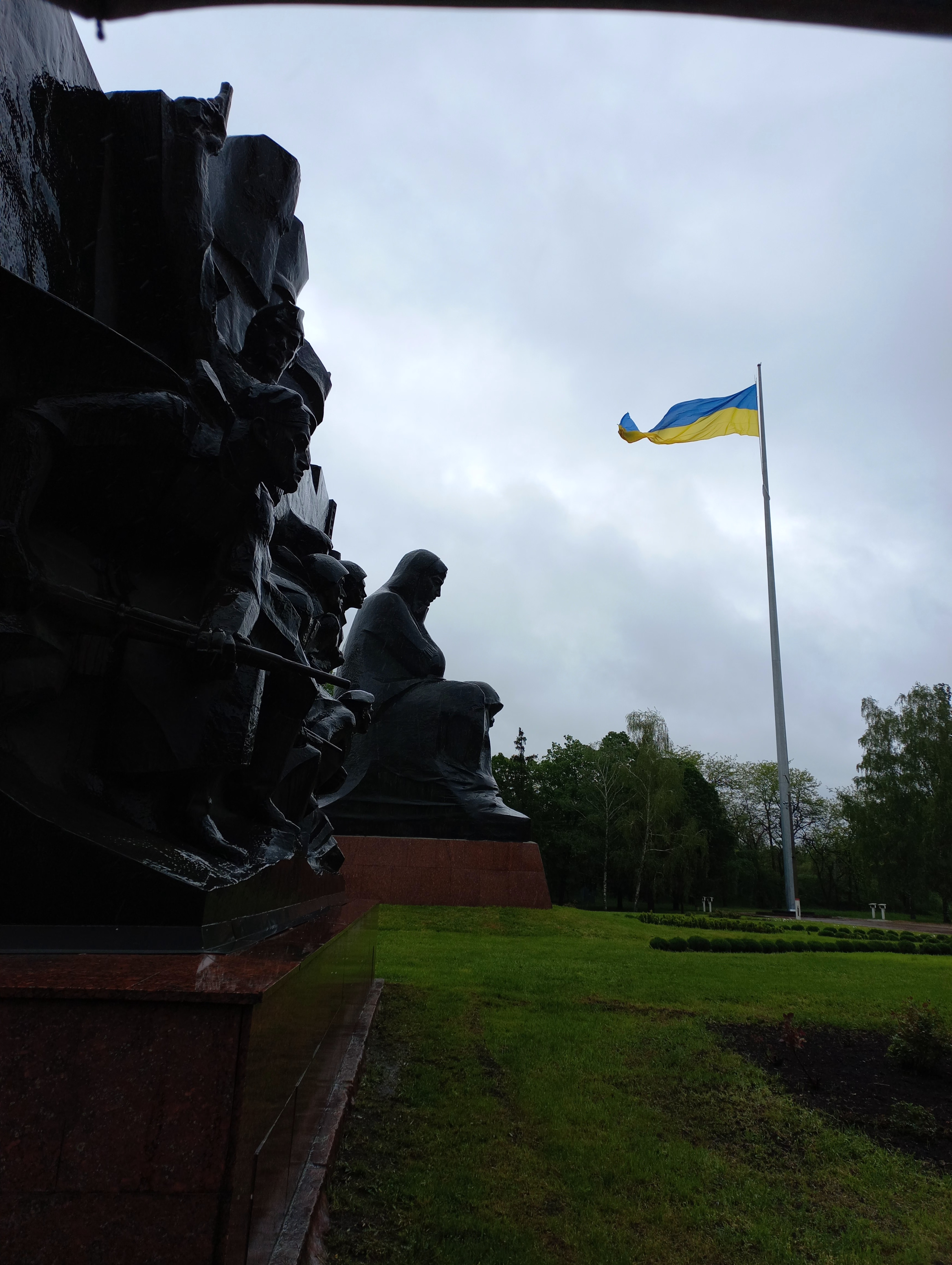
Статуи внутри Крепости Святой Елисаветы, исторического центра Кропивницкого и главной достопримечательности Кировоградской области
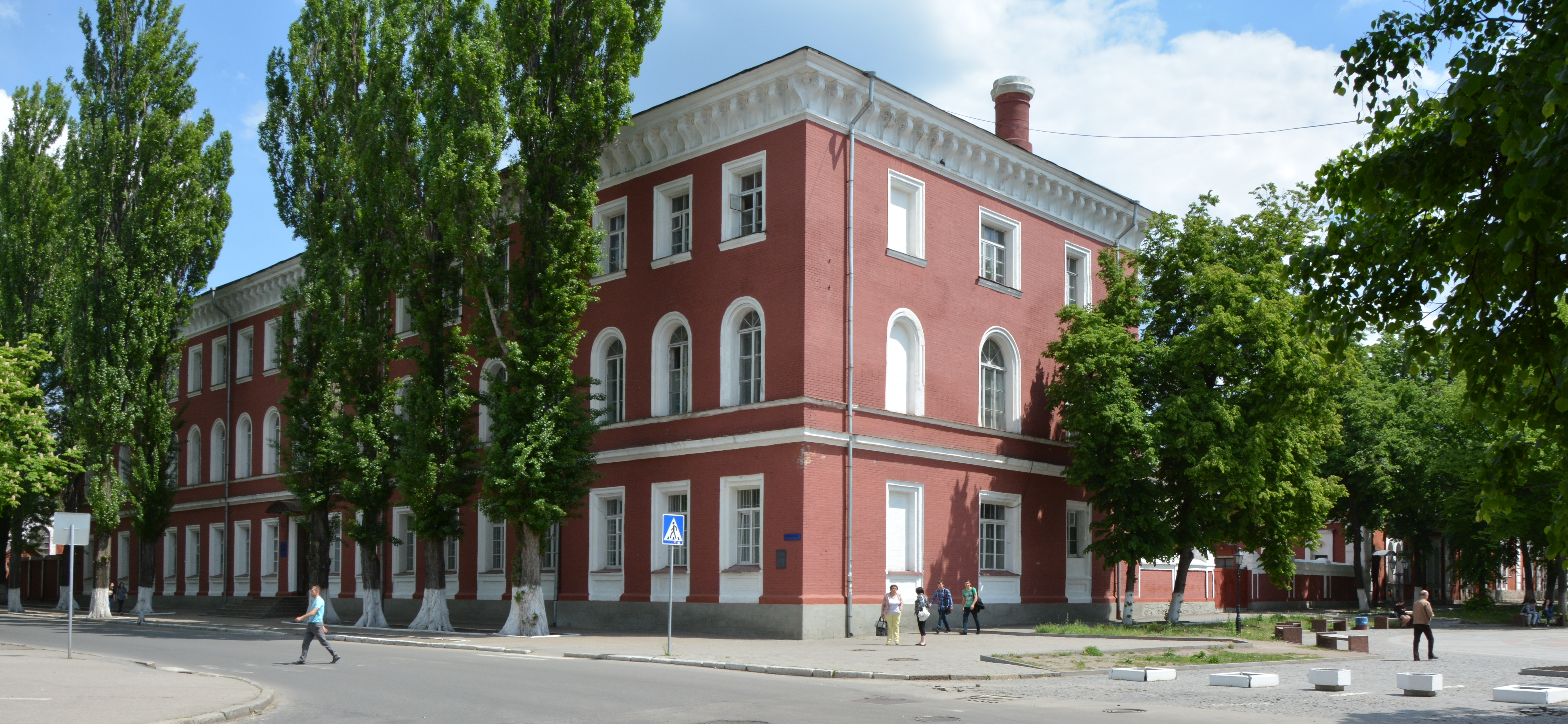
Здание царской армии в Кропивницком
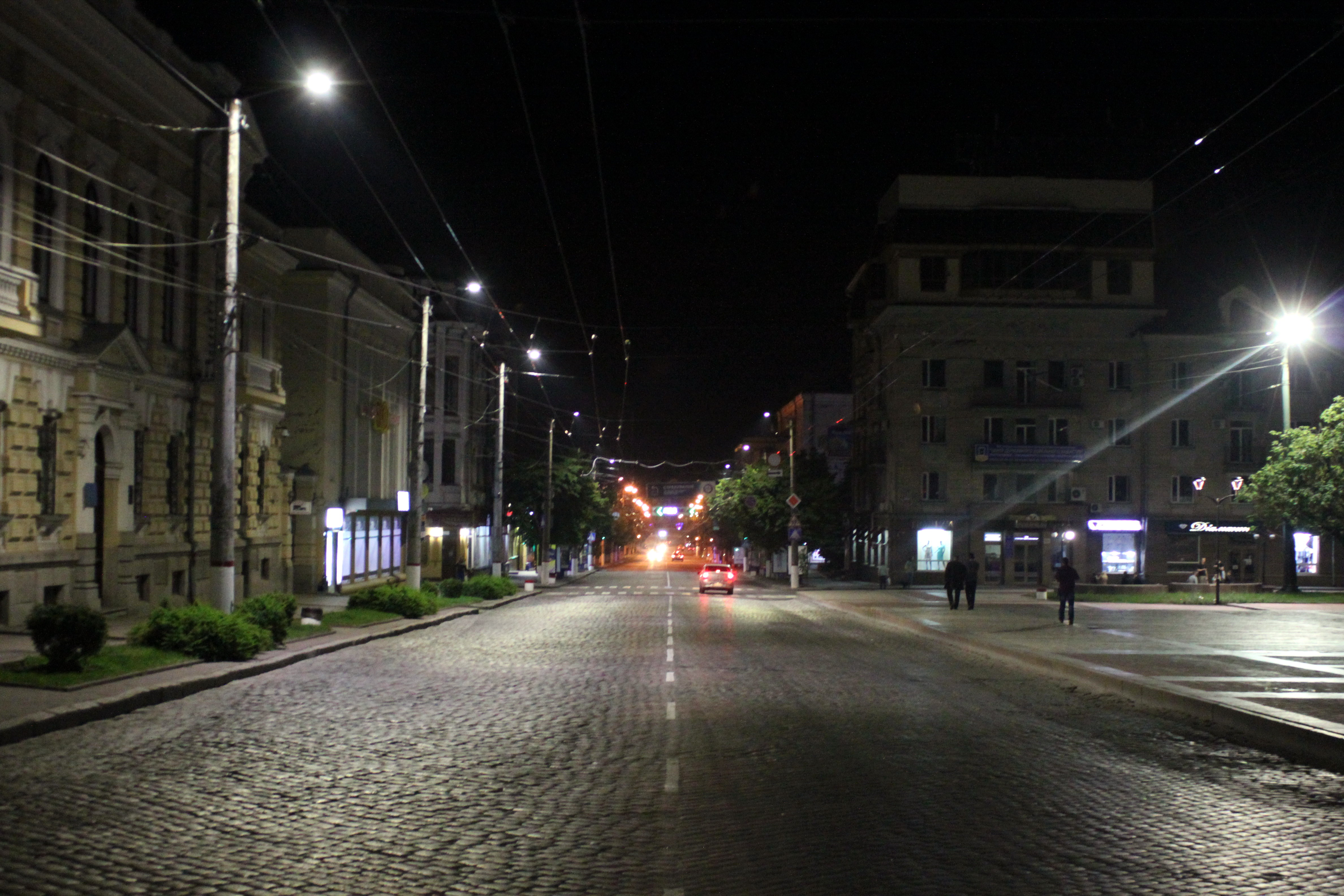
Большая Перспективная улица, центральная улица Кропивницкого
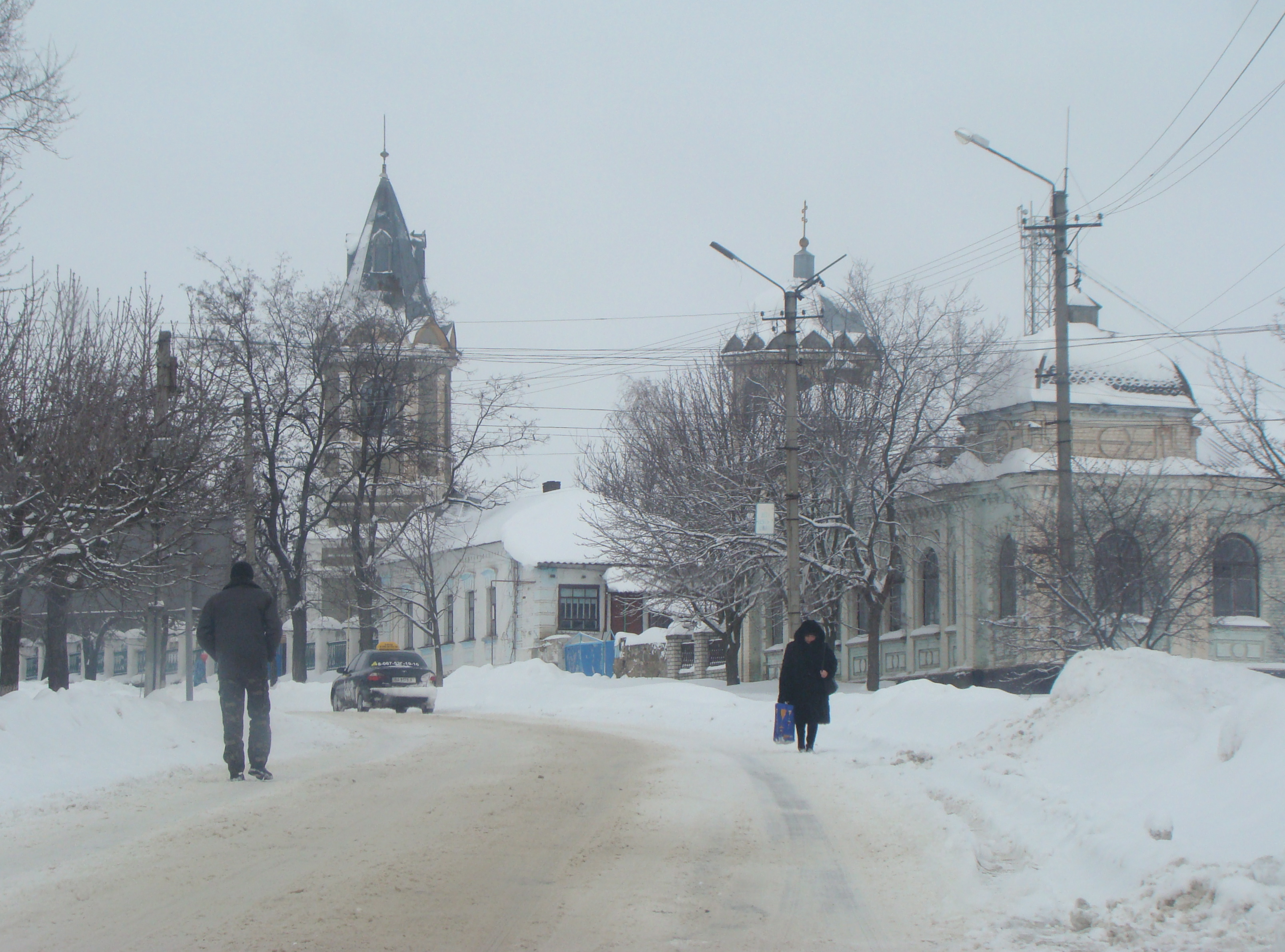
Свято-Николаевская церковь
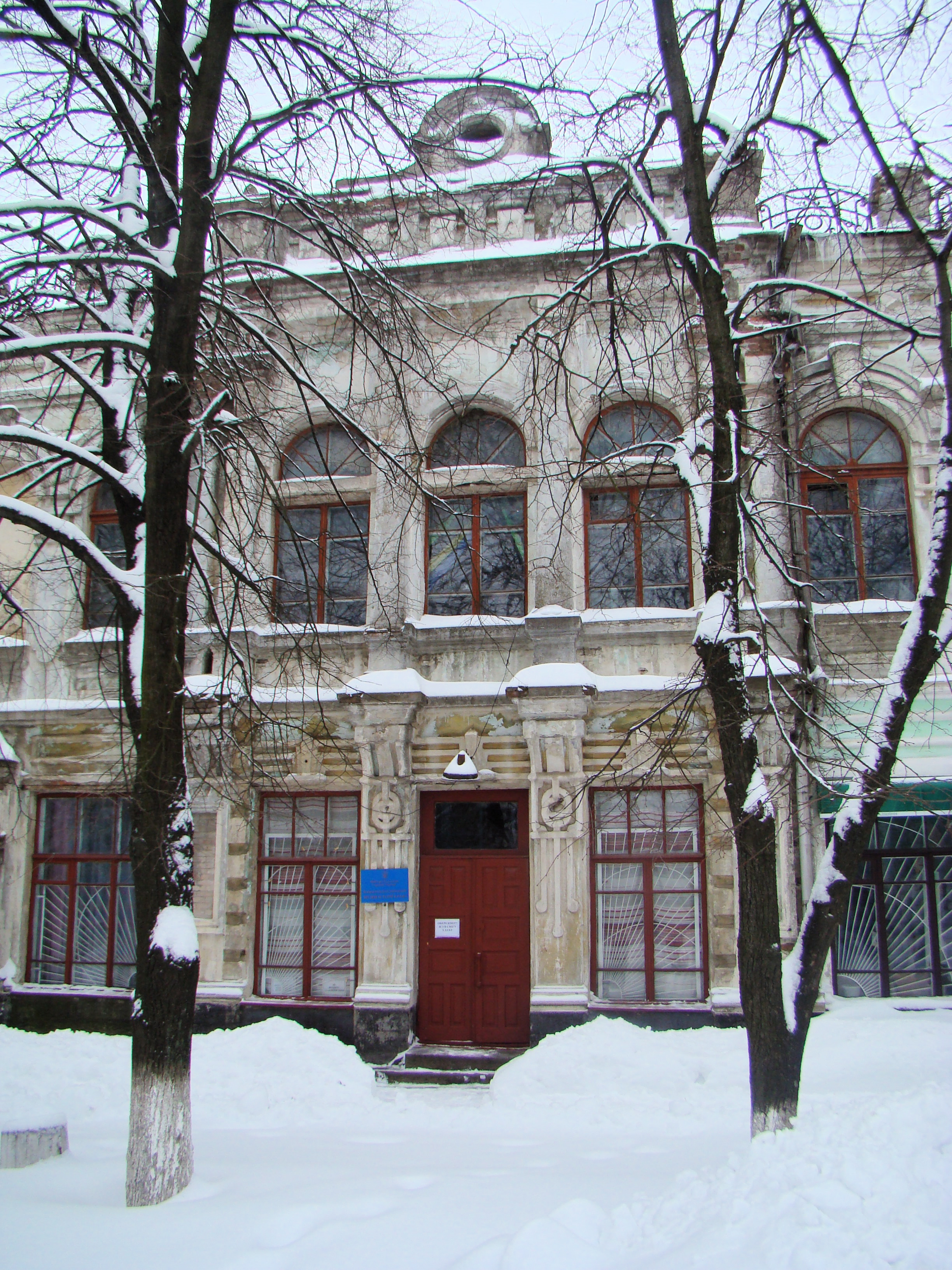
Музей в Бобринце
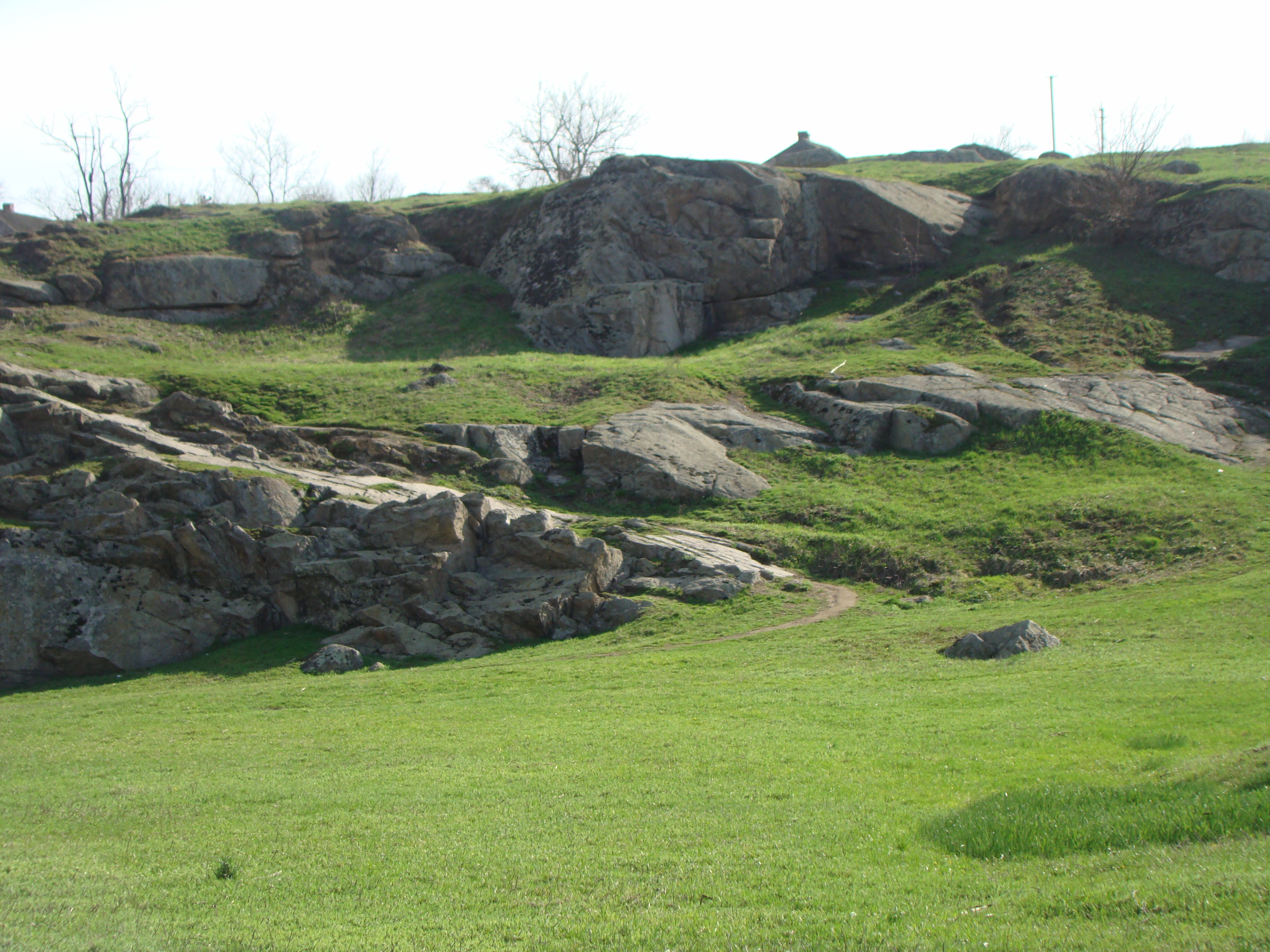
Парк в Бобринце
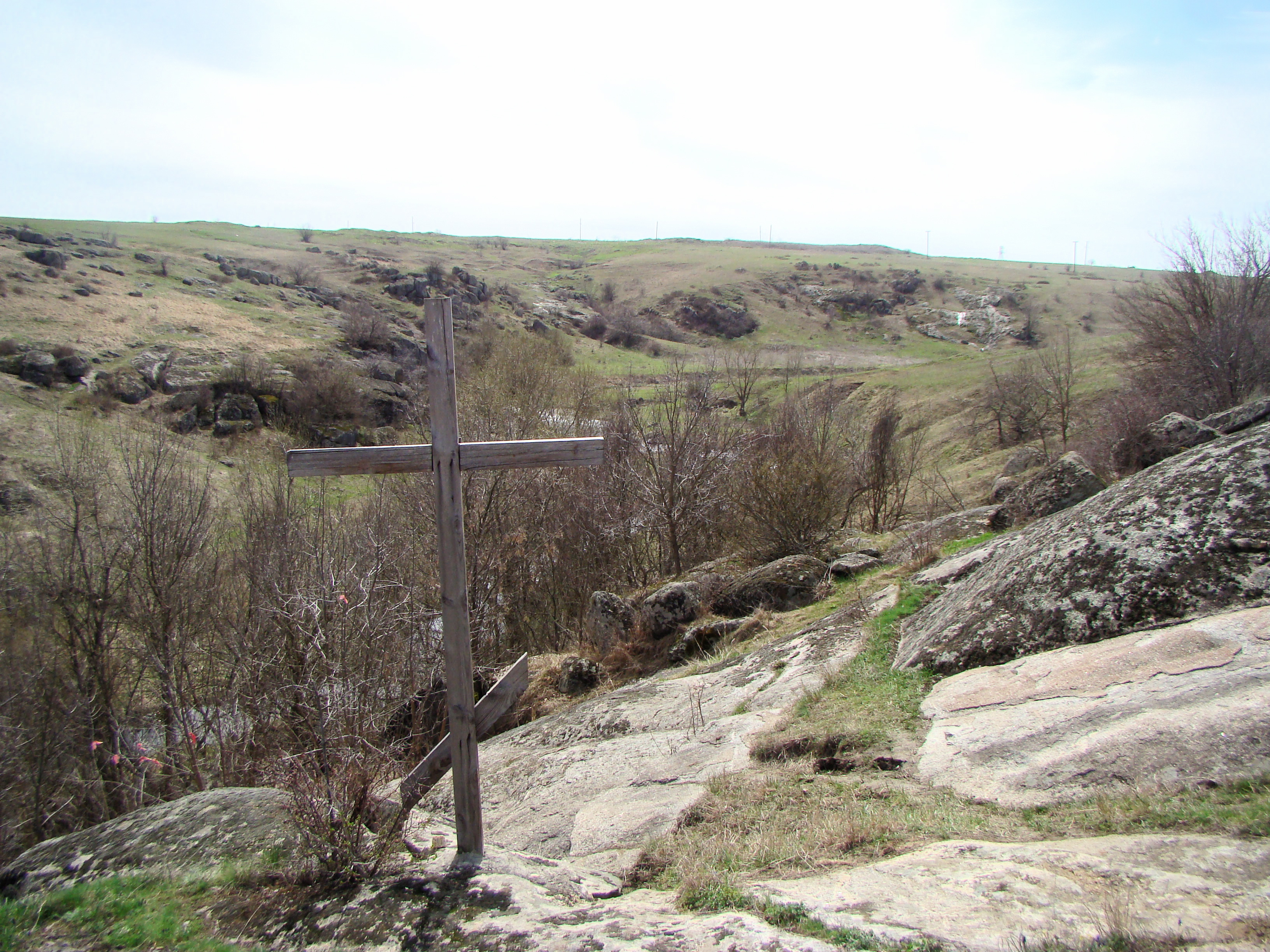
Источник в Кировоградской области

## Награды
- Орден Ленина (14 ноября 1958 года)[59].